# Montelupo Fiorentino
Montelupo Fiorentino (meist nur Montelupo) ist eine italienische Gemeinde mit 14.296 Einwohnern (Stand 31. Dezember 2023) in der Metropolitanstadt Florenz in der Region Toskana.

## Geografie

Lage der Gemeinde in der Metropolitanstadt Florenz

Die Gemeinde liegt rund 25 km westlich der Provinz- und Regionalhauptstadt Florenz an der Mündung des Pesa in den Arno.
Zu den Ortsteilen zählen Ambrogiana, Botinaccio, Camaioni, Citerna, Erta, Fibbiana, La Torre, Pulica, Samminiatello, Sammontana, San Quirico und Turbone.
Die Nachbargemeinden sind Capraia e Limite, Carmignano (PO), Empoli, Lastra a Signa und Montespertoli.

## Geschichte
Spuren einer Besiedlung des Gebietes gibt es aus der Altsteinzeit und der Zeit der Etrusker. Unter dem Namen Mansio ad Arnum wird der Ort in der Tabula Peutingeriana erwähnt.
Am Anfang des 13. Jahrhunderts wurde der Ort von Florenz erobert und zerstört. Da Florenz jedoch die strategische Bedeutung dieses Gebietes erkannte, begann es sofort mit dem Wiederaufbau der Burg. Im Jahr 1336 errichtete die Gemeinde die Stadtmauern und erhielt 1416 das Statut der Podesteria. Seit dem 15. Jahrhundert ist Montelupo für die Keramikherstellung bekannt.
Von 1630 bis 1633 wurde Montelupo von einer schweren Pestepidemie getroffen.

## Sehenswürdigkeiten

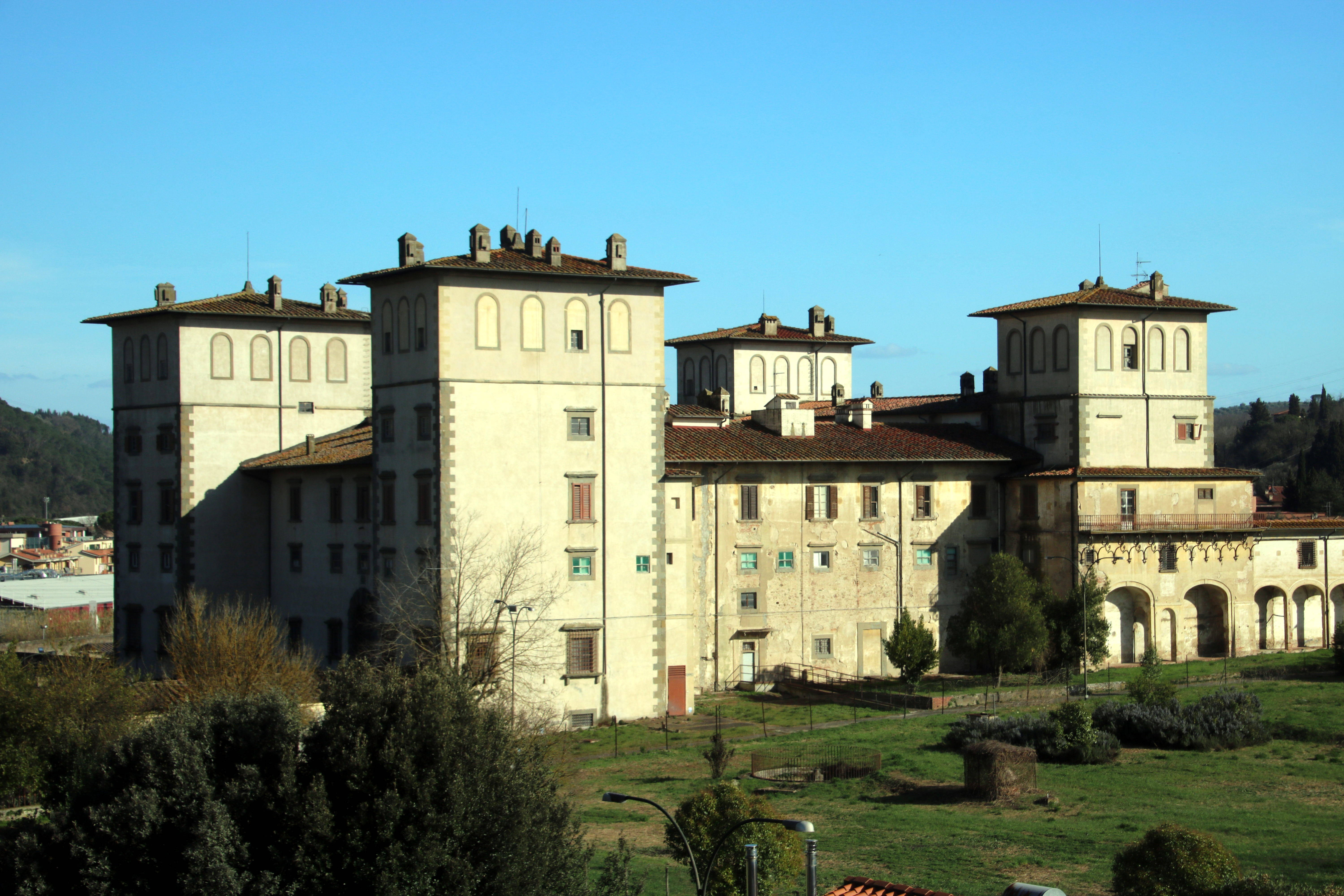
Villa medicea dell’Ambrogiana

- Museo della ceramica di Montelupo, Keramikmuseum
- Museo archeologico di Montelupo, Archäologisches Museum
- Pieve di San Giovanni Evangelista, 1326 entstandene Pieve
- Prioria di San Lorenzo, im 14. Jahrhundert entstandene Kirche
- Chiesa di Santa Maria a Sammontana, Kirche im Ortsteil Sammontana, ca. 14. Jahrhundert
- Villa Medici L’Ambrogiana, Villa der Medici am Zusammenfluss von Pesa und Arno, 16. Jahrhundert[8]

## Gemeindepartnerschaften
- Manises, Provinz Valencia, Spanien
- Moustiers-Sainte-Marie, Arrondissement Digne-les-Bains, Frankreich
- Beaucaire, Frankreich
- Nove, Provinz Vicenza, Italien

## Söhne und Töchter der Gemeinde
- Bartolomeo di Giovanni d’Astore dei Sinibaldi, genannt Baccio da Montelupo (1469–1523), Bildhauer und Vater von Raffaello da Montelupo
- Raffaello di Bartolomeo Sinibaldi, genannt Raffaello da Montelupo (um 1505–um 1566), Bildhauer und Baumeister
- Enrico Corradini (1865–1931), nationalistischer Politiker
- Carlo Castellani (1909–1944), Fußballspieler und Namensgeber des Stadio Carlo Castellani in Empoli und des Stadions im Heimatort, NS-Opfer
- Sigfrido Fontanelli (1947–2004), Radrennfahrer
- Maura Tombelli (* 1952), Astronomin